# Mads Bech Sørensen
Mads Bech Sørensen (Horsens, 7 januari 1999) is een Deens voetballer die doorgaans al linker centrale verdediger speelt. Hij was Deens jeugdinternational.

## Clubloopbaan
Hij begon bij AC Horsens en werd in 2017 door het Engelse Brentford FC aangetrokken. Bech Sørensen had moeite om in het team te komen in de EFL Championship en werd begin 2020 verhuurd aan AFC Wimbledon in de EFL League One. In het seizoen 2020/21 was hij een vaste waarde in het team van Brentford dat naar de Premier League promoveerde. Daar kwam Bech Sørensen, mede door blessures, minder aan spelen toe. In het seizoen 2022/23 werd hij verhuurd aan het Franse OGC Nice. Hij kwam niet aan spelen toe bij de club uit de Ligue 1 en werd in januari 2023 teruggehaald. Bech Sørensen maakte het seizoen op huurbasis af in Nederland bij FC Groningen waarmee hij uit de Eredivisie degradeerde. Hij vervolgde zijn loopbaan medio 2023 bij FC Midtjylland.